# Copa do Quênia de Futebol
A FKF President's Cup é o principal torneio eliminatório do futebol masculino de Quénia. É organizado pelo Federação de Futebol do Quênia.

## Campeões
FA Cup of Kenya:
- 1956 : Mombasa Liverpool
- 1962 : Mombasa Liverpool
- 1964 : Luo Union
- 1965 : Luo Union
- 1966 : Luo Union 4-2 Mombasa Liverpool
- 1967 : Abaluhya United 3-0 Maragoli United
- 1968 : Abaluhya United
- 1975 : Tusker FC

Kenya Challenge Cup:
- 1976 : Gor Mahia
- 1981 : Gor Mahia
- 1983 : Gor Mahia
- 1984 : AFC Leopards 2-1 Gor Mahia [1]
- 1985 : AFC Leopards (formerly Abaluhya United)

Moi Golden Cup:
- 1986 : Gor Mahia 1-0 Bandari (Mombasa)
- 1987 : Gor Mahia 2-0 AFC Leopards
- 1988 : Gor Mahia beat Tusker FC
- 1989 : Tusker FC 1-1 (5-4) AFC Leopards
- 1990 : Rivatex
- 1991 : AFC Leopards 1-0 Gor Mahia
- 1992 : Gor Mahia
- 1993 : Tusker FC
- 1994 : AFC Leopards 3-0 Kisumu Posta
- 1995 : Rivatex 2-0 Ulinzi Stars
- 1996 : Mumias Sugar 1-0 Reli
- 1997 : Eldoret KCC 4-1 AFC Leopards
- 1998 : Mathare United 2-1 Eldoret KCC
- 1999 : Mumias Sugar 3-2 (a.p.) Coast Stars
- 2000 : Mathare United 2-1 (a.p.) AFC Leopards
- 2001 : AFC Leopards 2-0 Mathare United
- 2002 : Kenya Pipeline 1-0 Mumias Sugar

Transparency Cup:
- 2003 : Utalii 2-1 Gor Mahia
- 2004 : Kenya Commercial Bank 1-0 Thika United

President's Cup:
- 2003 : Chemelil Sugar 1-0 AFC Leopards
- 2005 : World Hope FC 2-1 Tusker FC
- 2006 : Interrupted
- 2007 : Sofapaka 2-0 Homegrown F.C.

KFF Cup:
- 2008 : Gor Mahia 2-0 Posta Rangers [2]

FKL Cup:
- 2009 : AFC Leopards 4-1 Congo United [3]
- 2010 : Sofapaka 2-0 West Kenya Sugar [4]
- 2011 : Gor Mahia 1-0 Sofapaka [5]

FKF President's Cup:
- 2012 : Gor Mahia 0-0 (3-0 pen.) Sofapaka [6]
- 2013 : A.F.C. Leopards 1–0 Gor Mahia
- 2014 : Sofapaka 2–1 Posta Rangers